# Konwersja (chrześcijaństwo)

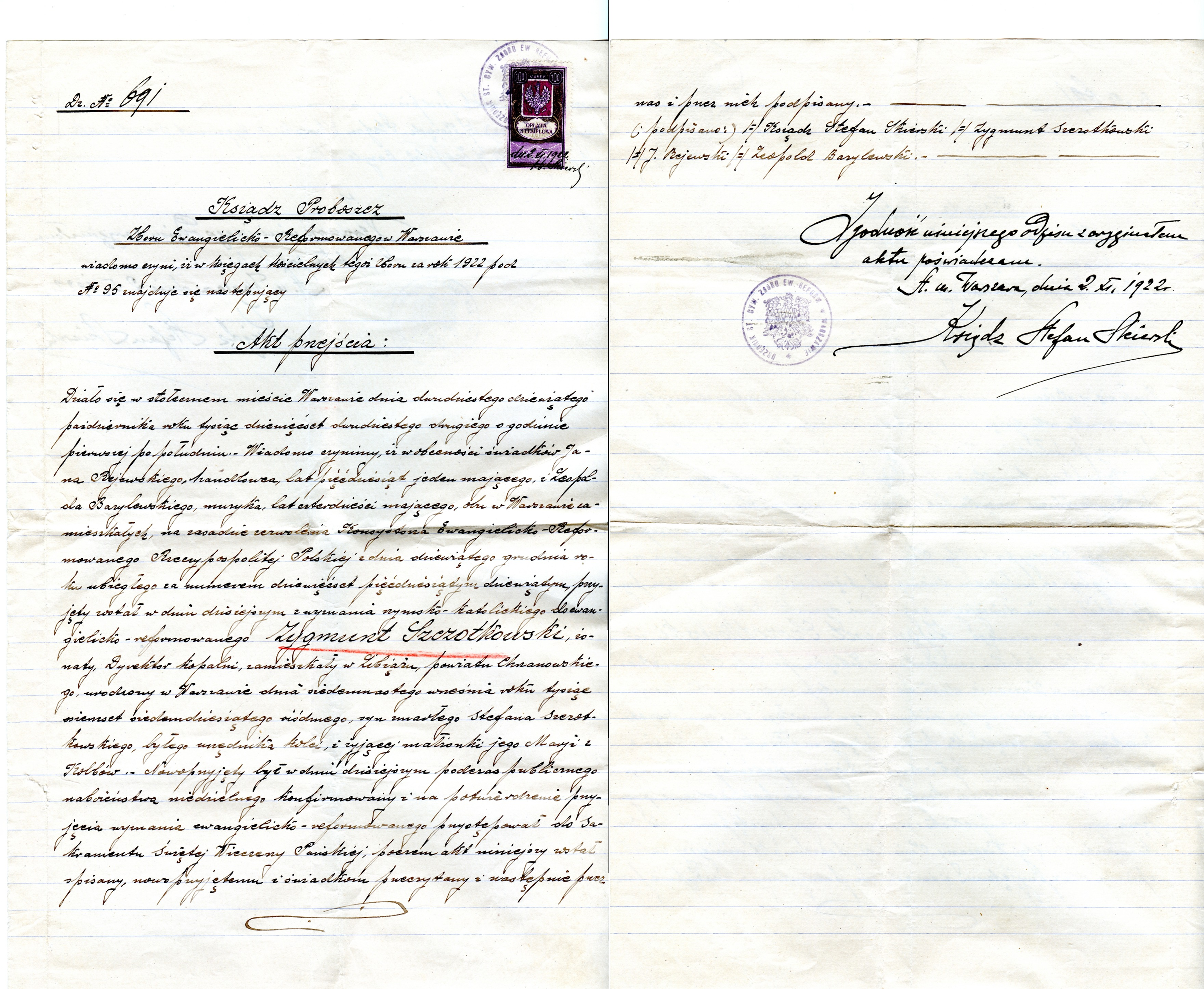
Akt przejścia Zygmunta Szczotkowskiego na kalwinizm. Dokument wystawiony został przez proboszcza parafii warszawskiej, ks. Stefana Skierskiego.

Konwersja (z łac. convertere „zmienić”) – zmiana wyznania w obrębie religii chrześcijańskiej lub przejście z innej religii na chrześcijaństwo. Osoba zmieniająca wyznanie chrześcijańskie to konwertyta.
Konwersje są charakterystyczne dla społeczności zróżnicowanych narodowościowo oraz wyznaniowo.
Według badań Artura Markowskiego definicja ograniczająca to pojęcie do zmian wyznania jedynie w obrębie religii chrześcijańskiej (lub z innej religii na religię chrześcijańską, ale nie odwrotnie) funkcjonuje nie tylko w źródłach związanych z chrześcijaństwem. Autor przytacza również definicję ze Słownika socjologicznego, potwierdza ją również Słownik Języka Polskiego PWN oraz Słownik wyrazów obcych i zwrotów obcojęzycznych Władysława Kopalińskiego.
Procedura konwersji, szczególnie na inne wyznanie chrześcijańskie prowadzona była zwykle po uprzednim zapoznaniu przyszłego konwertyty z nauką teologiczną danego wyznania oraz jego organizacją. Niekiedy dokonuje się również złożenia deklaracji przez osobę zainteresowaną, w której musi ona uzasadnić swoją decyzję. Decyzja o przyjęciu do wyznania należy zwykle do proboszcza parafii oraz władz kościelnych. Procedura dopełniana jest specjalną uroczystością podczas nabożeństwa, która w przypadku protestantyzmu równoważna jest z aktem konfirmacji.